# Robert Gaskins
Robert Gaskins (geb. 1943) ist der Erfinder und einer der Entwickler von PowerPoint.

## Leben und Werk
Gaskins studierte von 1968 bis 1978 an der University of California Berkeley in einem interdisziplinären Studiengang für Informatik und Literaturwissenschaft. Danach leitete er ein internationales Forschungs- und Entwicklungslabor für Telekommunikation im Silicon Valley (1978–1984).
Es folgte die Gründung von Forethought (1984) und die Entwicklung der Presenter-Software, dem Vorläufer von PowerPoint. Firma und Software wurden 1987 von Microsoft übernommen. Gaskins wechselte zusammen mit den anderen Entwicklern Dennis Austin und Tom Rudkin zu Microsoft und leitete dort bis 1993 in einer eigenen Abteilung des Konzerns die Weiterentwicklung der Software. Über diese Zeit hat Gaskin zum 25ährigen Bestehen von PowerPoint ein Buch geschrieben, das die Geschichte der Entwicklung der Software, die dabei zu überwindenden Probleme des Start-ups, Verhandlungen mit Firmen und Entscheidungsprozesse im Detail dokumentiert.
Nach seiner Zeit bei Microsoft restaurierte Gaskins ein historisches Haus in Westminster (London) und beschäftigt sich mit Musikgeschichte, vor allem der der Ziehharmonika. Die Ergebnisse dazu sind auf einer Webseite veröffentlicht.
Er lebt jetzt vorwiegend in San Francisco.

## Veröffentlichungen
- Sweating Bullets: Notes about Inventing PowerPoint. Vinland Books, London 2012, ISBN 9780985142421.